# Тожів (хутір)
То́жів — хутір в Україні, адміністративно входить у склад села Глинне Дрогобицької громади Дрогобицького району Львівської області.

## Історія
Перша згадка про поселення припадає на 1855 рік - Toźow, на австрійській карті королівства Галичини та Лодомерії.
У 1773 р. в Галичині, після її приєднання до імперії Габсбургів, здійснили адміністративну реорганізацію краю. Поселення до 1918 р. знаходилось у тодішньому Дрогобицькому дистрикті Самбірського крайсу (округу) Королівства Галичини та Володимирії Австрійської монархії, а з 1805 р. - Австро-Угорщини.
У період ЗУНР поселення входило у склад Дрогобицького повіту Самбірської військової округи Львівської військової області.
У 1920 р, з приходом Польщі, хутір волості Глинне увійшов до Самбірського повіту Львівського воєводства.
1 серпня 1934 р. у Самбірському повіті було створено ґміну Дорожів з центром в с. Дорожів. До неї увійшли сільські громади: Біліна Вєлька, Бикув, Дорожув, Ґлінне, Ланка Рустикальна, Ланка Шляхецка, Майніч, Ортиніце, Татари
За часів УРСР, станом на 01 вересня 1940 р. хутір належав до Биківської сільської ради Дублянського району Дрогобицької області. На карті Дрогобицької області УРСР за станом на 1940 р., назва поселення не позначена.
Німецькою окупаційною владою 1.08.1941 р. відновлений Самбірський повіт, для управління яким 11.08.1941 р. утворено Самбірське окружне староство (нім. Kreishauptmannschaft und Gemeindeverband Sambor). Відновлений був також і поділ на ґміни. 1 серпня 1943 Самбірський повіт був підпорядкований Дрогобицькому окружному староству. У зв'язку з цим було створено Самбірський повітовий комісаріат (нім. Landkommissariat Sambor).
Дистрикт Галичина припинив своє існування наприкінці липня 1944 року, коли внаслідок Львівсько-Сандомирської операції, був ліквідований, а німецька окупація змінилася на радянську. 6 серпня 1944 року до адміністративного центру округи вступили радянські війська.
Тобто, хутір із серпня 1941 р. по серпень 1943 р. був у складі волості (нім. Landgemeinde) Дорожів окружного староства Самбір дистрикту Галичина Генерал-губернаторства для окупованих польських земель. А зі серпня 1943 р. по серпень 1944 р. - у складі волості Дорожів окружного староства Дрогобич (нім. Kreishauptmannschaft Drohobycz).
Відомо, що у 1946 р. поселення належало до Биківської сільської ради Дублянського району Дрогобицької області.
В адміністративно-територіальному довіднику УРСР за 1967 р. поселення уже не згадано. Ймовірно у період між 1959 та 1962 роками його об'єднали із селом Глинне. Так Тожів опинився у складі Бистрицької сільської ради Дрогобицького району Львівської області.
З липня 2020 р., після чергової адміністративно-територіальної реформи, хутір у складі села Глинне увійшов до Бистрицького старостинського округу Дрогобицької громади оновленого Дрогобицького району Львівщини.

## Географія
Хутір знаходиться за 1,3 км на схід від Глинного та за 2,6 км на північ від села Воля Якубова. Поруч, на південний схід через струмок розташований хутір Котички.
Станом на липень 2022 року, наявно 7 хат. Проживало 5 людей.

Станом на січень 2025 року проживало троє людей пенсійного віку у двох хатах.
На хуторі є один урбанонім - вулиця Тожівська.
Сусідні населені пункти:

## Назва
Оповідають, ніби Тожів заснували Цюхи, а Котички – якийсь Котик.
Легенда розповідає, що все почалося з нещасного кохання. Дівчина була з Волі, а хлопець з Глинного. Батьки були проти їхнього одруження, то й священик відмовився дати шлюб. Вони почали жити без благословенства. Так на межі двох територій (Тожів належав до Глинного, а Котички були присілком Волі Якубової) появилося дві хати. Спочатку самотньо стояла хата хлопця, який тужив, і вона дістала назву – Тожів. Згодом він вибудував хату для своєї судженої, в якої котилися сльози, тому й – Котички. Довго вони жили кожен у своїй хаті на різних територіях. Появилися діти, онуки, і так започаткувалися два поселення.